# Културни центар општине Рековац
| Културни центар општине Рековац |                                             |
| Оснивач:                        | Општина Рековац                             |
| Основан:                        | 1995.                                       |
| Седиште:                        | Ул. Краља Петра I бр. 60 , · Рековац Србија |
| Директор                        | Катарина Аврамов                            |
| Електронска пошта               | kulturnicentarrekovac@hotmail.rs            |
| Контакт:                        | 035/8411-817                                |

Културни центар општине Рековац основан је одлуком Скупштине општине Рековац, на темељима активности које је имала Културно-просветна заједница основане 1995. године, ради обављања културне делатности којом се обезбеђује остваривање права грађана, односно задовољавања потреба грађана као и остваривање другог, законом утврђеног интереса у области културе.
Културни центар у Рековцу је установа клтуре, основана ради неговања и задовољавања културних и образовних потреба средине у којој делује. У његово постојање и трајање уграђена су најзначајнија културна дешавања и разне манифестације значајне за нашу општину. У циљу остваривања општих интереса у култури, Културни центар настоји да омогући стварање услова за подстицање културног и уметничког стваралаштва, подстицање културних израза који су резултат креативности појединаца, група, удружења, организација, ширење и унапређивање едукације у области културе, откривање, стварање, очување и представљање српске културе, подстицање младих талената у области културног и уметничког стваралаштва, подстицање аматерског, културног и уметничког стваралаштва, дечијег стваралаштва и стваралаштва за децу и младе у култури, и у складу с начелима културног развоја – отвореност и доступност културних садржаја јавности и грађанима, интегрисање културног развоја у социо-економски развој демократској друштва, подстицање културног и уметничког стваралаштва и очување историјског и културног наслеђа.
Културни центар је суорганизатор са Туристичком организацијом Рековац Сабора „Прођох Левач, прођох Шумадију” и организатор Смотре народног стваралаштва деце Шумадије и Поморавља и Левачког вино феста, под покровитељством општине Рековац.

## Дом културе у Рековцу
Дом културе у Рековцу је објекат у којем се одржава највећи број културних активности током године. У његово постојање уграђена су најзначајнија културна дешавања и разне манифестације значајне за општину Рековац. У периоду од 2012. до 2016. године, носио је назив „ЈУ Дом културе”, а онда је 15. новембра 2016. године, скупштинском Одлуком припојен Културном центру општине Рековац. Дом културе у Рековцу стоји на располагању свим установама које имају потребу да реализују своје активности, манифестације, приредбе, књижевне вечери и представе. Током 2013. године, сала Дома културе је технички опремљена и озвучењем. Просторије Дома културе користи КУД „Левач” из Рековца приликом увежбавања својих кореографија за разне наступе на разним манифестацијама у нашој земљи и иностранству. Од 2000. године Дом културе у Рековцу је домаћин „Смотри народног стваралаштва деце Шумадије и Поморавља”, а од 2008. године са успехом се одржава манифестација „Златни глас Левча”. 
Народна библиотека „др Милован Спасић” организује књижевне вечери, Скупштина општине Рековац „Дан општина Рековац”, а Културни центар многобројне позоришне представе. Својим богатим културним активностима општина Рековац настоји да усклади своје програмске активности са постојећом економском ситуацијом, просторним могућностима, као и са планом и програмом својих институција.